# سیاره ماقبل تاریخ
سیاره ماقبل تاریخ (انگلیسی: Prehistoric Planet) یک مجموعه تلویزیونی ده قسمتی مستند طبیعت-محور بریتانیایی-آمریکایی است که در مورد دایناسورها می باشد و از ۲۳ مه ۲۰۲۲ در اپل تی‌وی پلاس پخش شد. این مجموعه توسط استودیوی بی‌بی‌سی (واحد تاریخ طبیعی) به همراه جان فاورو به عنوان مجری برنامه، جلوه‌های بصری توسط مووینگ پیکچر، و گویندگی مورخ طبیعی دیوید اتنبرو ساخته شد. این مستند داستان دایناسورها و پتروسورها را دنبال می‌کند که با تصاویر کامپیوتری در سراسر جهان در دوره کرتاسه پسین، ۶۶ میلیون سال پیش (ماستریختین)، درست قبل از انقراض دایناسورها زندگی می‌کردند. هدف آن به تصویر کشیدن زندگی ماقبل تاریخ با استفاده از تحقیقات دیرینه‌شناسی کنونی و رفتار حیوانات آن دوره است.